# Talagasari (Saketi)
Talagasari is een bestuurslaag in het regentschap Pandeglang van de provincie Banten, Indonesië. Talagasari telt 2446 inwoners (volkstelling 2010).